# 扎蒂什內 (北頓涅茨克區)
49°7′16″N 38°23′40″E / 49.12111°N 38.39444°E

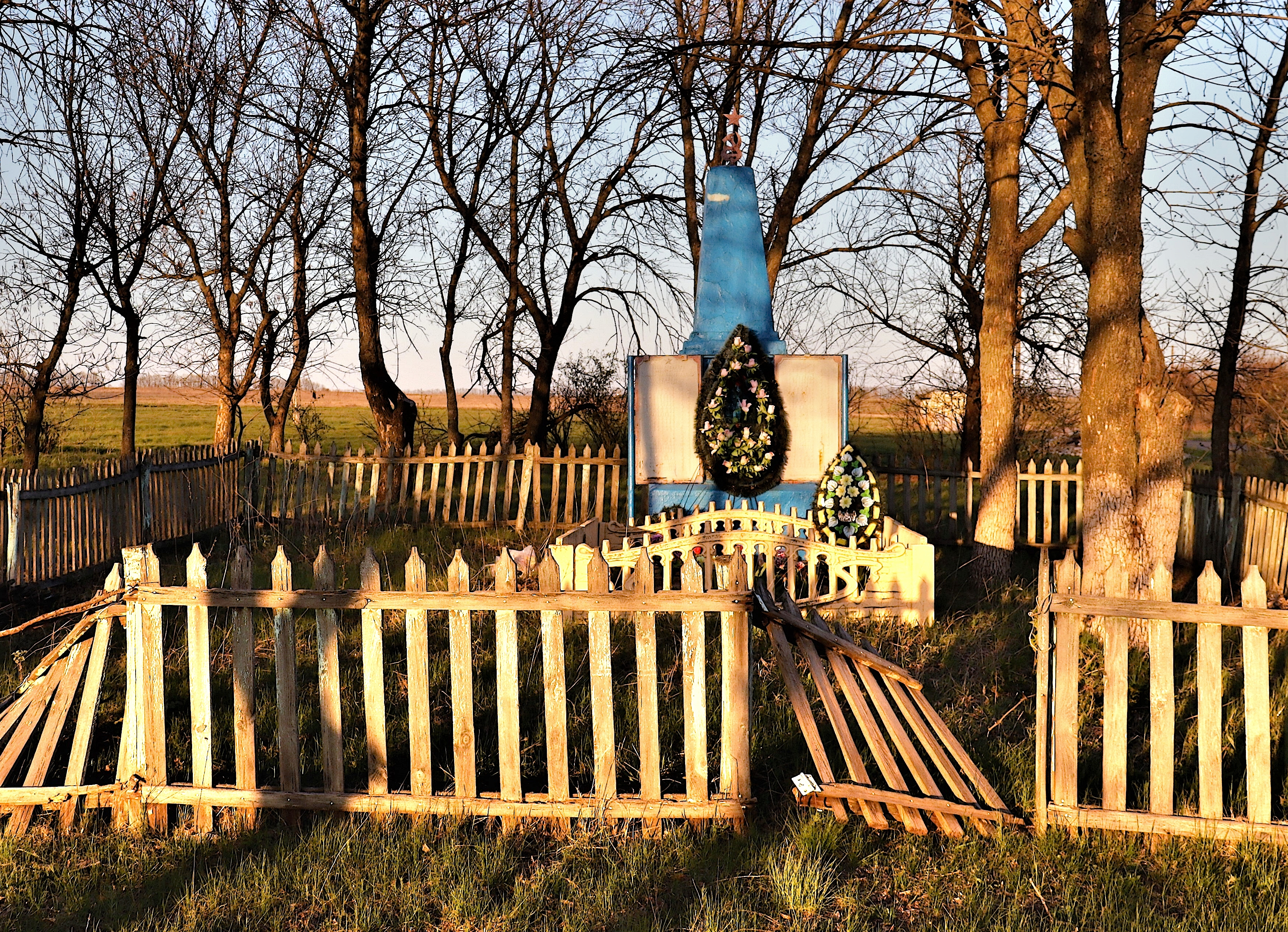
苏联烈士墓

扎蒂什内（烏克蘭語：Затишне）是位於烏克蘭東部的村莊，由盧甘斯克州北頓涅茨克區的魯比日內市鎮負責管轄。該村始建於1960年，面積2平方公里，海拔高度134米，2001年人口97，人口密度每平方公里48.5人。